# Chalais, Indre

Chalais este o comună în departamentul Indre, Franța. În 1 ianuarie 2022 avea o populație de 151 de locuitori.